# Google Gears
Google Gears é uma API (Interface de Programação de Aplicativos) que visa ampliar a funcionalidade de aplicações web através do armazenamento local de dados fornecidos online, para uma utilização off-line.
Desenvolvido por Google, Gears é um projeto open source com licença BSD e, graças a isso, tem sido gradualmente incorporado em serviços web não pertencentes à empresa que o criou.

## Funcionalidade
Utilizando o Google Gears, uma aplicação baseada na web cria um banco de dados, baseado no SQLite, no sistema local do cliente, armazenando em cache as informações fornecidas via rede. Periodicamente os dados do cache local são sincronizados com os dados on-line. A sincronização é feita individualmente para cada computador e para cada navegador.
Ao adentrar um site compatível com Google Gears o usuário verá a mensagem "The website below wants to use Gears" (O website abaixo deseja usar Gears), podendo optar ou não pelo uso do recurso. O uso de Gears pode tornar a experiência de navegação mais lenta, por conta dos processos de sincronismo de dados.

## Páginas compatíveis
Algumas páginas de internet, mesmo as não desenvolvidas pela Google, que têm suporte ao Google Gears:
- Google Mail (Gmail)
- Google Reader (Removido Suporte)
- Google Docs (Removido Suporte)
- Google Calendar
- Remember The Milk
- PassPack
- MindMeister
- Zoho
- WordPress
- Google Wave